# Пыжатка

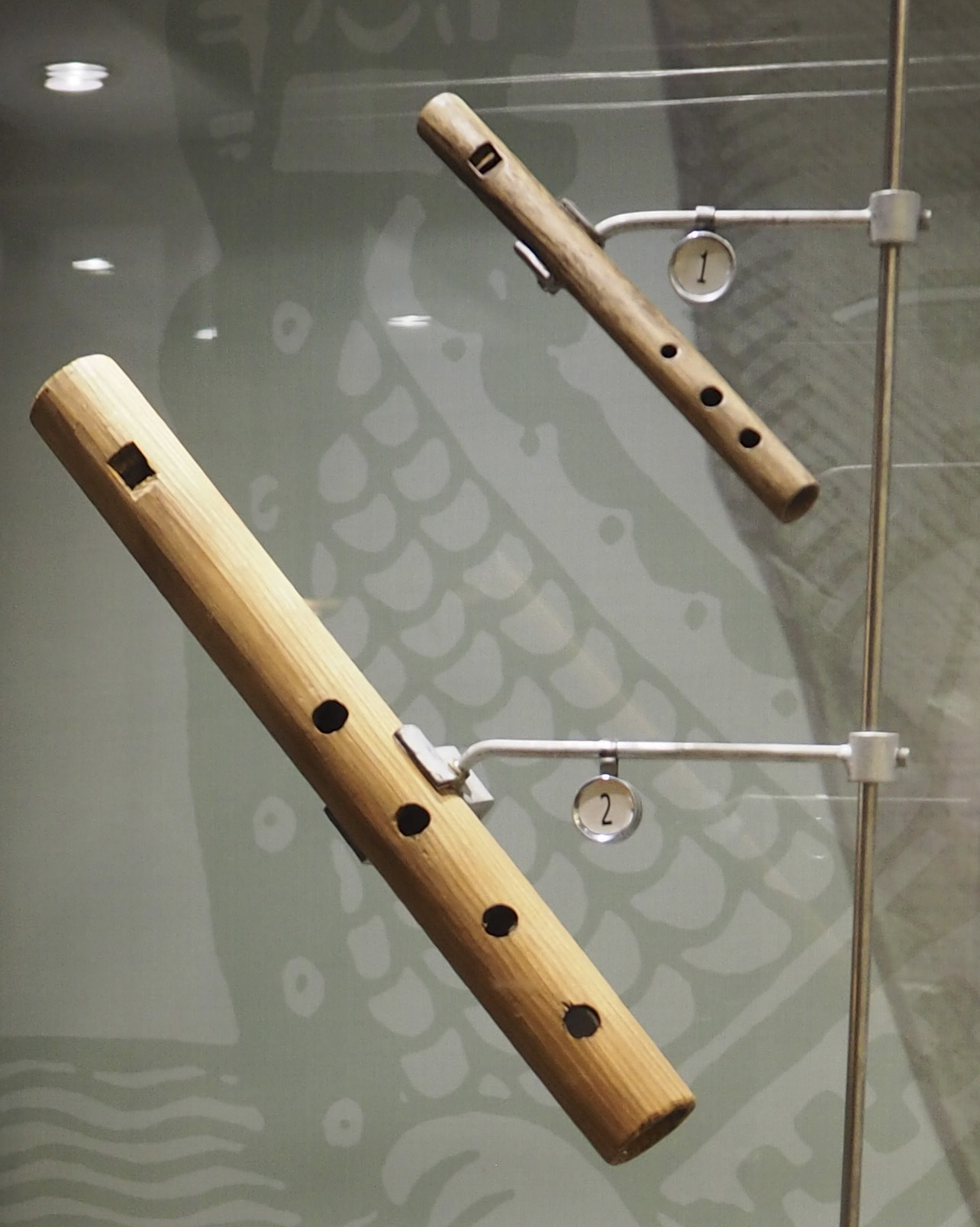
Сопели (дудки) из Новгорода:
XV век (сверху); XI век (снизу)

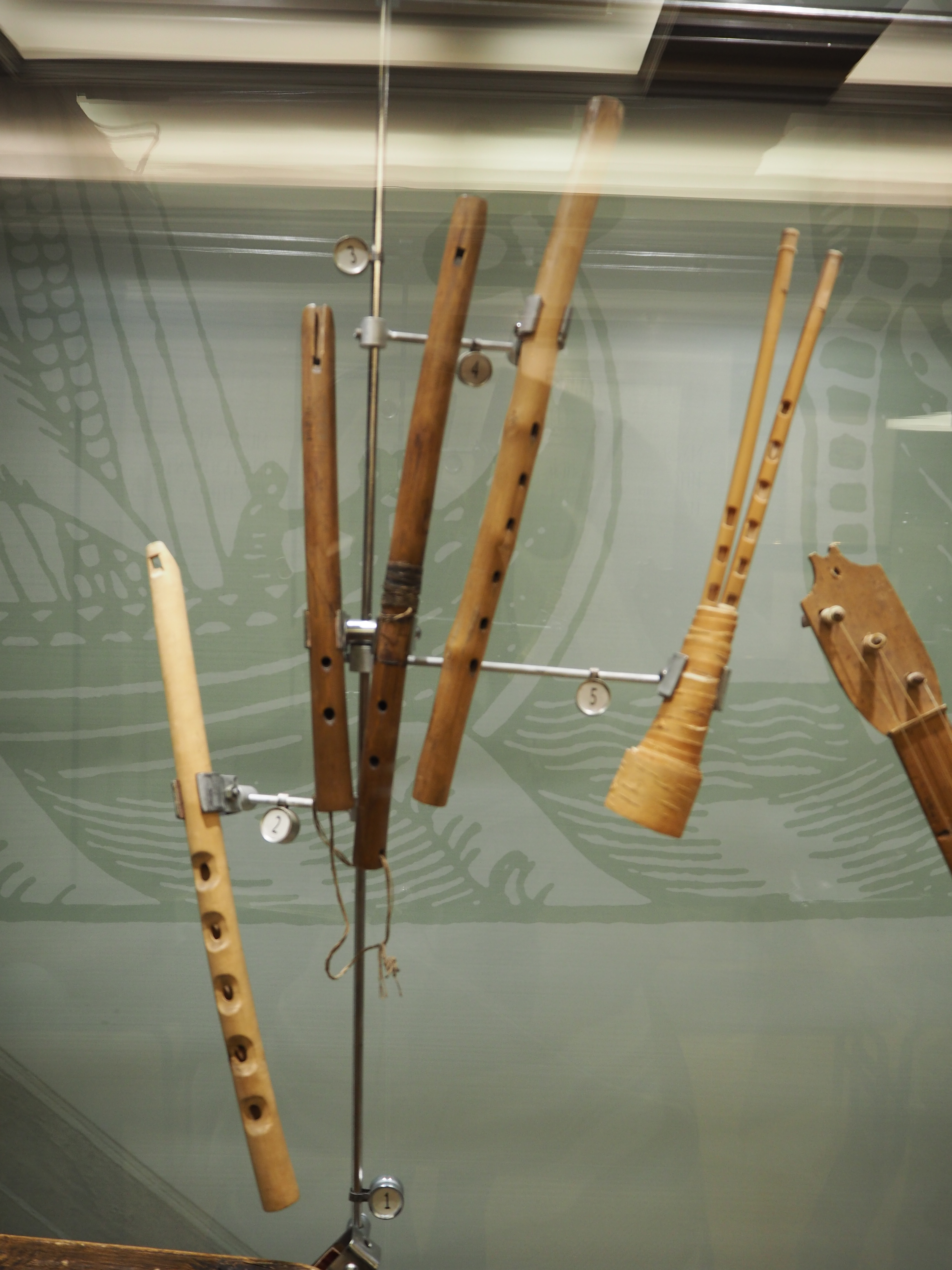
Русские народные музыкальные инструменты XIX—XX вв. (слева направо):
дудка, дудка-двойчатка, пыжатка, тростниковые дудки (двойная жалейка)

Пыжа́тка (сопель, дудка, посвисте́ль, одиночка, па́свирелка) — русский народный деревянный духовой музыкальный инструмент, вид продольной свистковой флейты, традиционной для Курской и Белгородской областей России. Местное название сопели (в Курской области) и свирели (в Курской и Белгородской областях).

## Этимология
Название продиктовано строением инструмента: с одной стороны трубки вставлена втулка со срезом в виде птичьего клюва — так называемый «пыж». Диалектные формы произношения слова Курской и Белгородской областей: «пужатка», «пожатка», «пажатка».

## История
Исторически наряду с прочими духовыми инструментами произошла из пастушьей среды — предшественнице охотничьей. Родственной пыжатке является смоленская двойчатка.

## Описание
Пыжатка представляет собой деревянную (преимущественно из ивы, также из клёна, или черёмухи) трубочку диаметром 1-1,5 см и длиной 35-40 см, в один конец которой вставлена деревянная втулка с щелью («пыж»), направляющей вдуваемый воздух на заострённый край небольшого квадратного отверстия («свистушки»). При рассечении струи воздуха об острый край стенки ствола возникает звучание. В месте расположения свистушки вокруг трубки наматывается пропитанная воском нить, придающая звуку пыжатки характерный приглушённый шипящий оттенок. Пыжатка имеет шесть голосовых отверстий (две группы по 3 штуки — для левой и правой рук соответственно). Диапазон её — одна октава (8 звуков). Перед игрой верхний конец пыжатки, как и многие другие духовые деревянные инструменты, смачивают в воде.

## Применение
Используется в основном как ансамблевый аккомпанирующий инструмент при исполнении плясовых наигрышей. Выступает вместе с кугиклами, дудкой, жалейкой, скрипкой, даже с косой, пилой и другими бытовыми идиофонами. Традиция сольной игры на пыжатке изучена слабо. Фольклорные экспедиции, работающие в середине 1990-х годов в Белгородской области пыжатку не встречали.